# Chenaran
Chenārān (farsi چناران) è il capoluogo dello shahrestān di Chenaran, circoscrizione Centrale, nella provincia del Razavi Khorasan in Iran. Aveva, nel 2006, una popolazione di 41.735 abitanti.